# Odontomachus opaculus
Odontomachus opaculus är en myrart som beskrevs av Hugo Viehmeyer 1912. Odontomachus opaculus ingår i släktet Odontomachus och familjen myror. Inga underarter finns listade i Catalogue of Life.